# لورينا راي
لورينا راي (من مواليد 8 يوليو 1994) عارضة أزياء ألمانية، اشتهرت بظهروها في عرض فيكتوريا سيكريت للأزياء في عام 2018.

## نشأتها
ولدت راي في 08 يوليو 1994 في ديفولز، ساكسونيا السفلى. بعد تخرجها من المدرسة الثانوية المهنية التابعة لمركز التدريب المهني للدكتور يورجن أولدروب، عملت في البداية كعارضة أزياء للعلامات التجارية الألمانية. في عام 2017 انتقلت إلى نيويورك لمواصلة مسيرتها المهنية في عرض الأزياء. وبعد مرور عام تم اختيارها من قبل شركة الملابس الداخلية فيكتوريا سيكريت كعارضة أزياء لعرض أزياء فيكتوريا سيكريت في نيويورك. وهي خامس عارضة أزياء ألمانية بعد توني غارن، يوليا شتيغنر، كلوديا شيفر، هايدي كلوم، التي يتم اخيارهم العرض عالميًا.

## الروابط الخارجية
- لورينا راي على موقع IMDb (الإنجليزية)
- لورينا راي على موقع دليل عارضات الأزياء (الإنجليزية)
- لورينا راي على إنستغرام

- لورينا راي في موديلز.كوم